# Alexis Kara

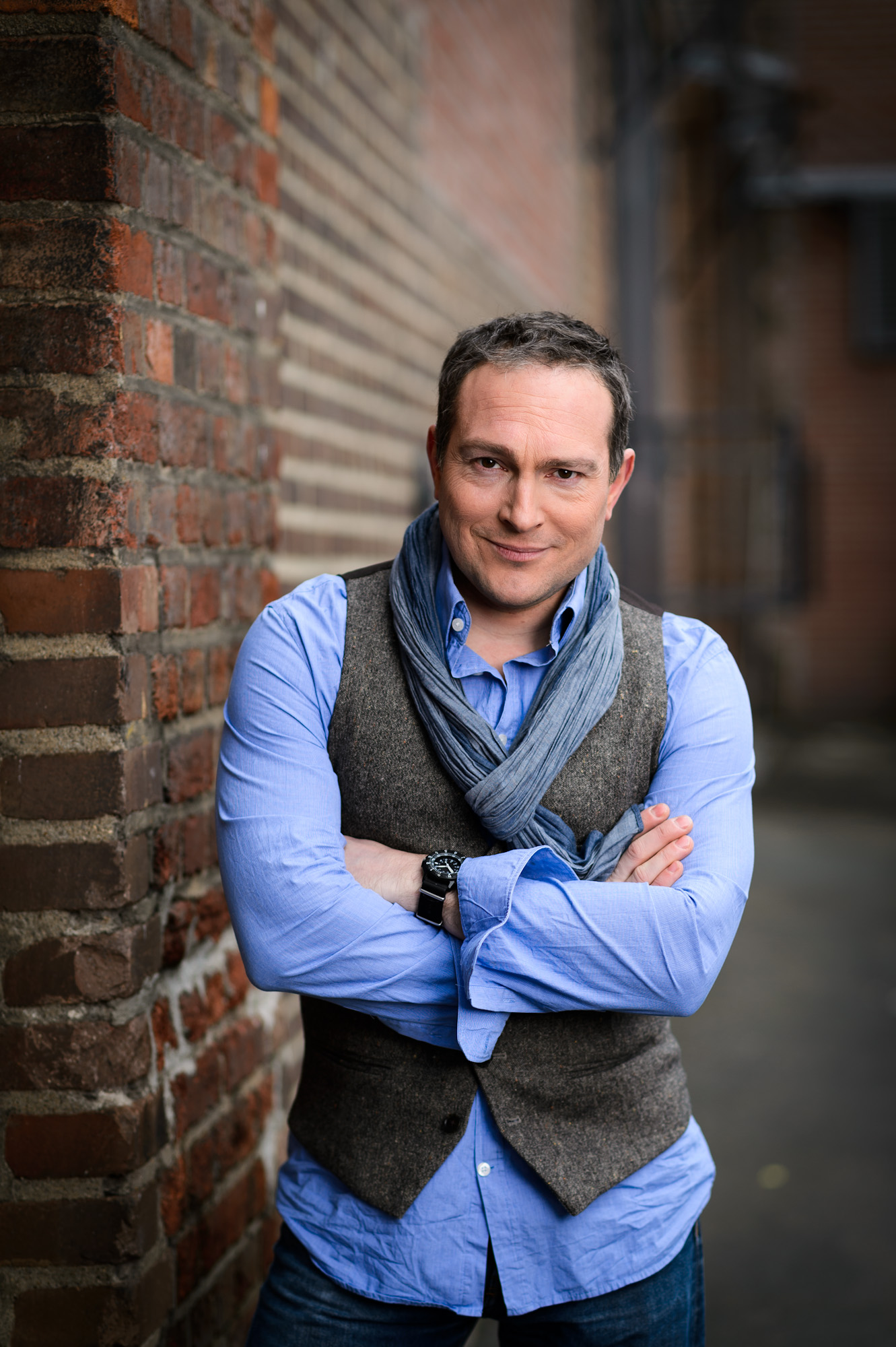
Alexis Kara

Alexis Kara (* 1971 in Bonn) ist ein deutsch-griechischer Schauspieler, Komiker und Sprecher, der vor allem durch seine Rolle als Dennis Knossalla in der heute-Show bekannt wurde.

## Leben
Nach seinem Abitur studierte Alexis Kara Rechtswissenschaften und beendete 2001 das Studium erfolgreich.
Kara begann seine künstlerische Laufbahn mit ersten Theaterengagements in Bonn und Göttingen, unter anderem am Theater der Jugend, Theater im OP und Jungen Theater Göttingen.
2002 arbeitete Kara als Comedy-Autor u. a. für Kaya Yanar, Bastian Pastewka und Anke Engelke.
Er war besonders im Bereich des Improvisationstheaters aktiv und beteiligte sich an der Gründung der Comedy-Company. Im Jahr 2006 war er deutscher Nationalspieler bei der Theatersport-WM. 2014 war Kara im Theater am Kurfürstendamm bei den Bühnenpiraten.
Von 2010 bis 2020 war Kara fester Bestandteil des Ensembles des überreginal bekannten Improvisationstheaters Springmaus in Bonn. Seit 2020 ist Kara im Ensemble von It’s my Musical aus Köln, in deren Shows ganze Musicals spontan auf der Bühne entstehen.
Seit 2011 ist Kara in der heute-show in der Rolle des Dennis Knossalla zu sehen. Als Teil des Ensembles der heute-show wurde er mehrfach ausgezeichnet, darunter mit dem Deutschen Comedypreis, dem Bambi, der Goldenen Kamera, sowie dem Deutschen Fernsehpreis.
Darüber hinaus hatte er Auftritte in Serien wie Pastewka (2006), Durchgedreht! (2013), Leider lustig (2016–2019) und Mann, Sieber! (2017–2020), sowie 2025 in der Krimiserie WaPo Duisburg.
An der Komödie am Kurfürstendamm in Berlin war er in mehreren Theaterproduktionen zu sehen, darunter Die 39 Stufen (2013), Schöne Bescherungen (2023) und Sherlock Holmes: Der Fall Moriarty (2025), in dem er gleich 13 verschiedene Rollen übernahm. Im Jahr 2025 ist er im Ensemble der Karl-May-Spiele in Bad Segeberg zu sehen. In der Inszenierung Halbblut verkörpert er den Quacksalber Dr. Jefferson Hartley.
Alexis Kara hat sich auch als Sprecher für Hörbücher und -spiele etabliert. In Gabriela Kasperskis Kriminalroman Diesseits vom Jenseits leiht er dem Protagonisten Paul Blom seine Stimme. In Mark Haydens Urban-Fantasy-Roman Die 13. Hexe verkörpert Kara den ehemaligen Kampfjet-Piloten Conrad Clarke. Mit seiner markanten Stimme und seinem Gespür für Charaktere bereichert Alexis Kara die deutsche Hörbuchlandschaft und zeigt einmal mehr seine Vielseitigkeit als Künstler.

## Theater
- 2013: Die 39 Stufen (Berlin)
- 2023: Schöne Bescherungen (Berlin)
- 2024: Sherlock Holmes: Der Fall Moriarty (Hamburg)
- 2025: Sherlock Holmes: Der Fall Moriarty (Berlin)
- 2025: Halbblut – Karl-May-Spiele (Bad Segeberg)

## Filmografie
- 2005: Sehr witzig (NDR)
- 2006: Pastewka (Fernsehserie, Folge Der Einzug als Küchenverkäufer)
- 2011–heute: heute-show (ZDF als Dennis Knossalla)
- 2013: Durchgedreht! (ZDF, Episode 5)
- 2015–2016: Jetzt wird’s schräg (Sat.1, zwei Episoden)
- 2015–2016: Armans Geheimnis (WDR, sechs Episoden, als Zwerg Billybald)
- 2016–2019: Leider lustig (KiKA, 26 Episoden)
- 2018: In bester Verfassung (ZDF)
- 2017–2020: Mann, Sieber! (ZDF)
- 2025: WaPo Duisburg (ARD Fernsehserie, Folge Biersorbet, als Heiner Stamm)

## Hörspiele (Auswahl)
- 2014: Paul Temple und der Fall Gregory von Francis Durbridge (gemeinsam mit u. a. Bastian Pastewka)
- 2023: Diesseits vom Jenseits von Gabriela Kasperski
- 2023: Die blaue Hand: Der Krimi-Klassiker in neuer Hörspielfassung von Edgar Wallace, Florian Hilleberg, Mark Freier
- 2023: Gangster in London: Der Krimi-Klassiker in neuer Hörspielfassung von Edgar Wallace, Florian Hilleberg, Mark Freier
- 2023: Der Seelenspiegel: Geisterstunde – Das phantastische Hörspiel von Sven Schreivogel, C. B. Andergast, Florian Hilleberg, Mark Freier, Raphael Bräsecke
- 2024: Wenn der Tod kommt, ist Sense: Unglaubliche Geschichten und skurriles Wissen aus dem Bestatteralltag von Johannes Bauer und Luis Bauer
- 2024: Die 13. Hexe: Die Königswacht 1 von Mark Hayden
- 2024: Mordfriesland: Tod und Fisch von Krinke Rehberg
- 2025: Brennender Mond von William Boyd

## Auszeichnungen
- Goldener Improstern von Köln (2009)[9]
- Deutscher Comedypreis (2012, 2017, 2022) als Ensemblemitglied der heute-show
- Bambi (2014) als Ensemblemitglied der heute-show
- Goldene Kamera (2017) als Ensemblemitglied der heute-show
- Deutscher Fernsehpreis (2014, 2020)[10] als Ensemblemitglied der heute-show
- Goldene Henne (2016) als Ensemblemitglied der heute-show
- Hans-Oelschläger-Preis (2014) als Ensemblemitglied der heute-show
- Quotenmeter-Fernsehpreis (2012, 2014, 2016) als Ensemblemitglied der heute-show
- Zuschauerpreis für die beste Sendung aus 50 Jahren ZDF (2013) als Ensemblemitglied der heute-show